# Révolution tranquille

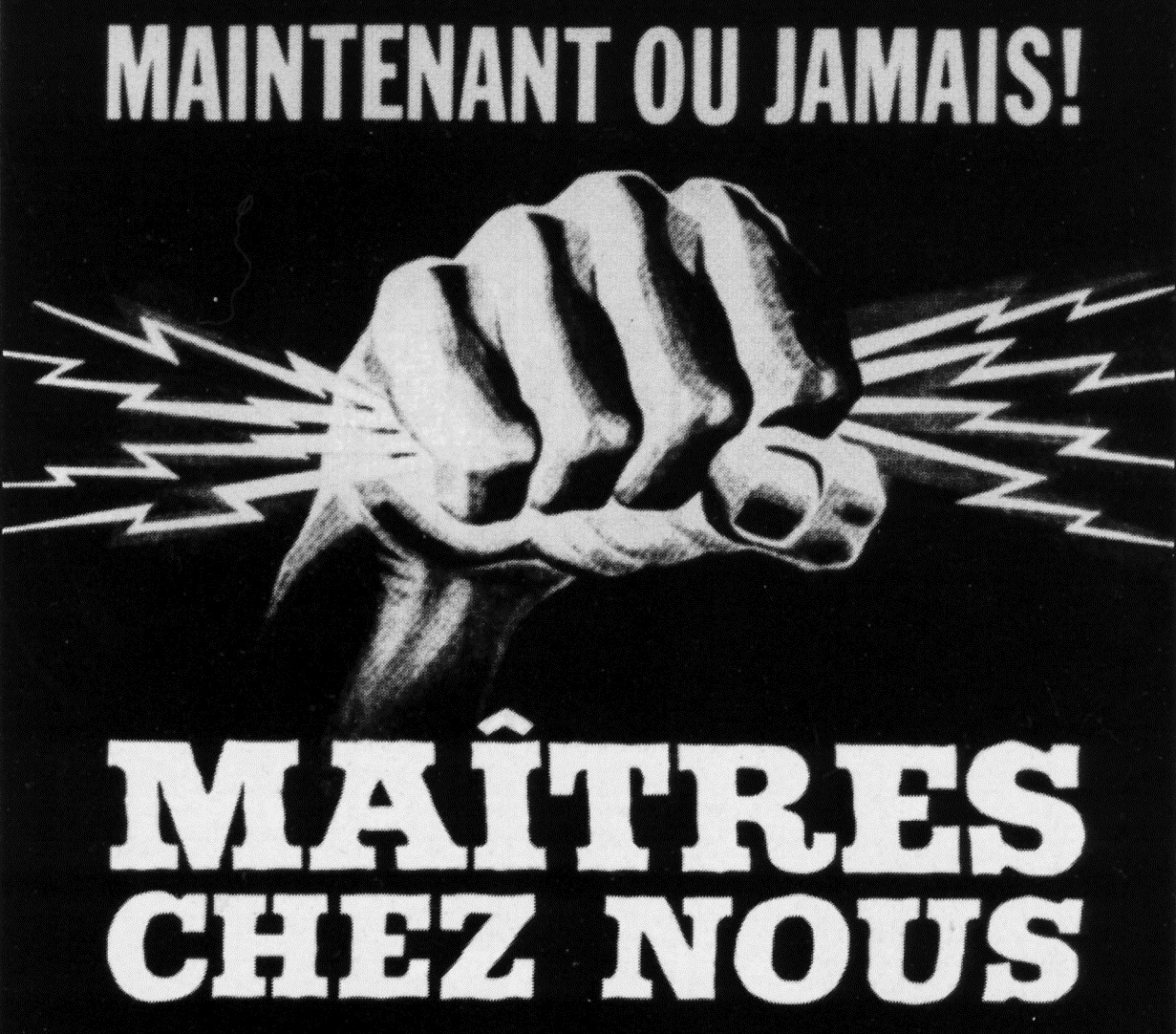
« Maîtres chez nous » est l'une des expressions les plus représentatives de la Révolution tranquille. Elle a été utilisée comme slogan par le Parti libéral aux élections de novembre 1962 sur la nationalisation de l'hydroélectricité.

La Révolution tranquille est une période de transformation et de modernisation du Québec dans les années 1960. Elle est caractérisée par l'action intensément réformiste et nationaliste du gouvernement du Québec de l'époque, initiée par l'équipe du tonnerre de Jean Lesage de 1960 à 1966 et continuée par l'équipe de Daniel Johnson de 1966 à 1968.
Cette période peut se définir par une série de réformes sociales, économiques et politiques à l’intérieur d'un cadre démocratique et d'une économie libérale, inspirées par des idées keynésiennes renforçant l'intervention de l'État dans la vie des citoyens. Elles ont mené à la réforme complète du système d'éducation, du système de santé, ainsi qu'à la création de plusieurs institutions et structures modernes. Portées par un sentiment national nouveau axé sur le progrès, ces mesures avaient pour but de donner un État national aux Québécois, à la mesure de leurs besoins et de leurs aspirations collectives.
La Révolution tranquille désigne également une période d'ouverture et d'effervescence sociale et culturelle. Elle a reflété le désir des Québécois de rompre avec un passé qualifié de « Grande Noirceur », de se redéfinir selon leurs intérêts nationaux propres, ainsi que leurs préoccupations face à l'émergence d'une certaine modernisation.

## Origines de l'expression
La « Révolution tranquille » est une traduction de l'expression anglaise quiet revolution, fréquemment utilisée dans la presse de langue anglaise du début des années 1960 pour décrire des changements sociaux et politiques à divers endroits dans le monde,. Elle est utilisée d'abord dans le Globe and Mail, le Montreal Star, l'Ottawa Citizen et le Telegram Observer de Sherbrooke pour décrire la situation politique et sociale au Québec.
Appelée sous différents noms au départ – « Révolution législative », « Révolution sociale », « Révolution pacifique » –, la « Révolution tranquille » est celle qui deviendra l'expression consacrée dans les médias en français au Québec. L'un des premiers usages de l'expression se trouve dans un article du journaliste André Langevin pour le magazine Maclean en février 1963. Celle-ci se répand ensuite à la radio, à la télévision et dans le langage courant, au point de devenir « un slogan, presque une mode ».
Certains intellectuels ont critiqué dans l'après-coup l'expression « Révolution tranquille ». Par exemple, pour le sociologue Dorval Brunelle, l'expression serait contradictoire : « Comment une révolution peut-elle être tranquille? Comment la “tranquillité” sur le plan social ou individuel peut-elle constituer un ferment révolutionnaire? […] On ne sait pas très bien de quoi il s’agit quand on utilise l’expression “Révolution tranquille”, mais quoi qu’il en soit, cela aurait été à la fois révolutionnaire et tranquille ». En effet, bien que tranquille, cette révolution sans armes ni effusion de sang aura tout de même amené une transformation en profondeur de l'État national des Québécois ainsi que de leurs institutions communes.

## Préambule (1944-1960)

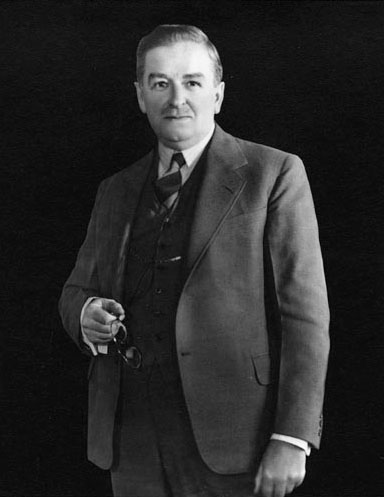
Maurice Duplessis, premier ministre du Québec de 1936 à 1939 et de 1944 à 1959.

### Le Québec sous Maurice Duplessis

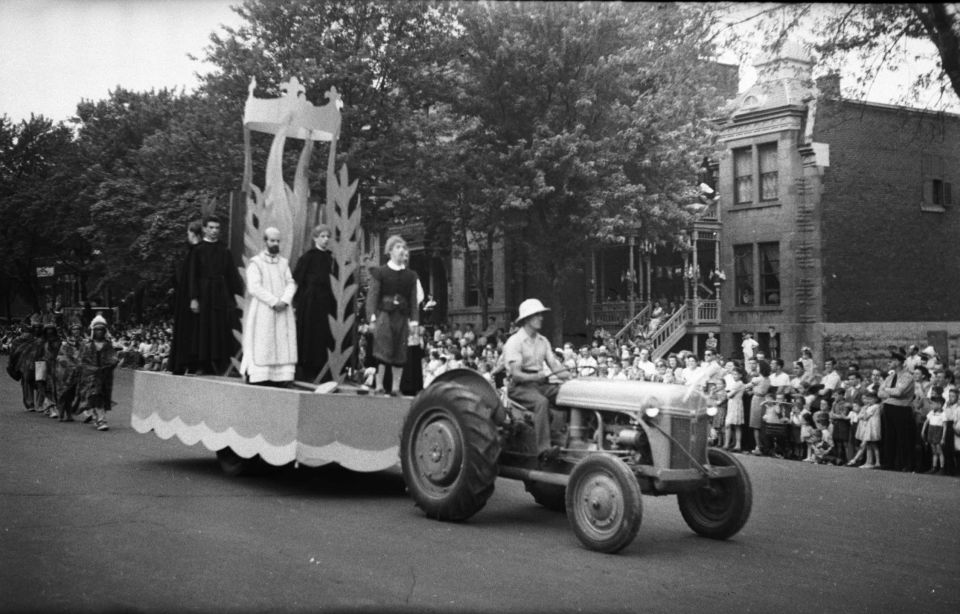
Une parade de la fête de la Saint-Jean-Baptiste, le 24 juin.

Durant l'après-guerre, le Québec est dominé par la présence de l'Église catholique et par la politique du gouvernement de l'Union nationale dirigé par le premier ministre Maurice Duplessis. Installé au pouvoir depuis 1944, se considérant investi de la mission de protéger le caractère français et catholique de la société, Duplessis et son équipe se présentent comme le rempart de l'autonomie et des intérêts nationaux du Québec,.
Tandis que certaines sociétés (comme l'Ontario) adoptent des mesures keynésiennes menant à une intervention de l'État dans l'économie et à la mise en place d'un État-providence, sous Duplessis, le Québec continue à s'aligner sur le libéralisme économique. Il confie donc le développement économique aux entreprises privées – petites et moyennes pour le développement régional, grandes entreprises (pour la plupart, des américaines et britanniques) pour les projets de grande envergure – et la gestion de l'instruction publique, de soins de santé et de services sociaux à l'Église catholique.
En matière sociale, le gouvernement Duplessis reflète les valeurs des élites des années 1940 et 1950, prônant l'initiative privée, la foi catholique et la vocation agricole de la société québécoise. Cette société est donc fortement marquée par un conservatisme social, mettant l'accent sur les valeurs familiales, le respect de l'autorité et la préservation de la culture et des traditions. La paroisse constitue la base de la vie en société.
Cette époque est également caractérisée par une prospérité économique sans précédent. Le plein emploi et les salaires plus élevés permettent l'émergence d'une société de consommation qui transforme les habitudes de vie. Se remettant des privations imposées par la guerre et par la Grande Dépression, la population est alors animée par un grand désir d'insouciance.

#### Contestation

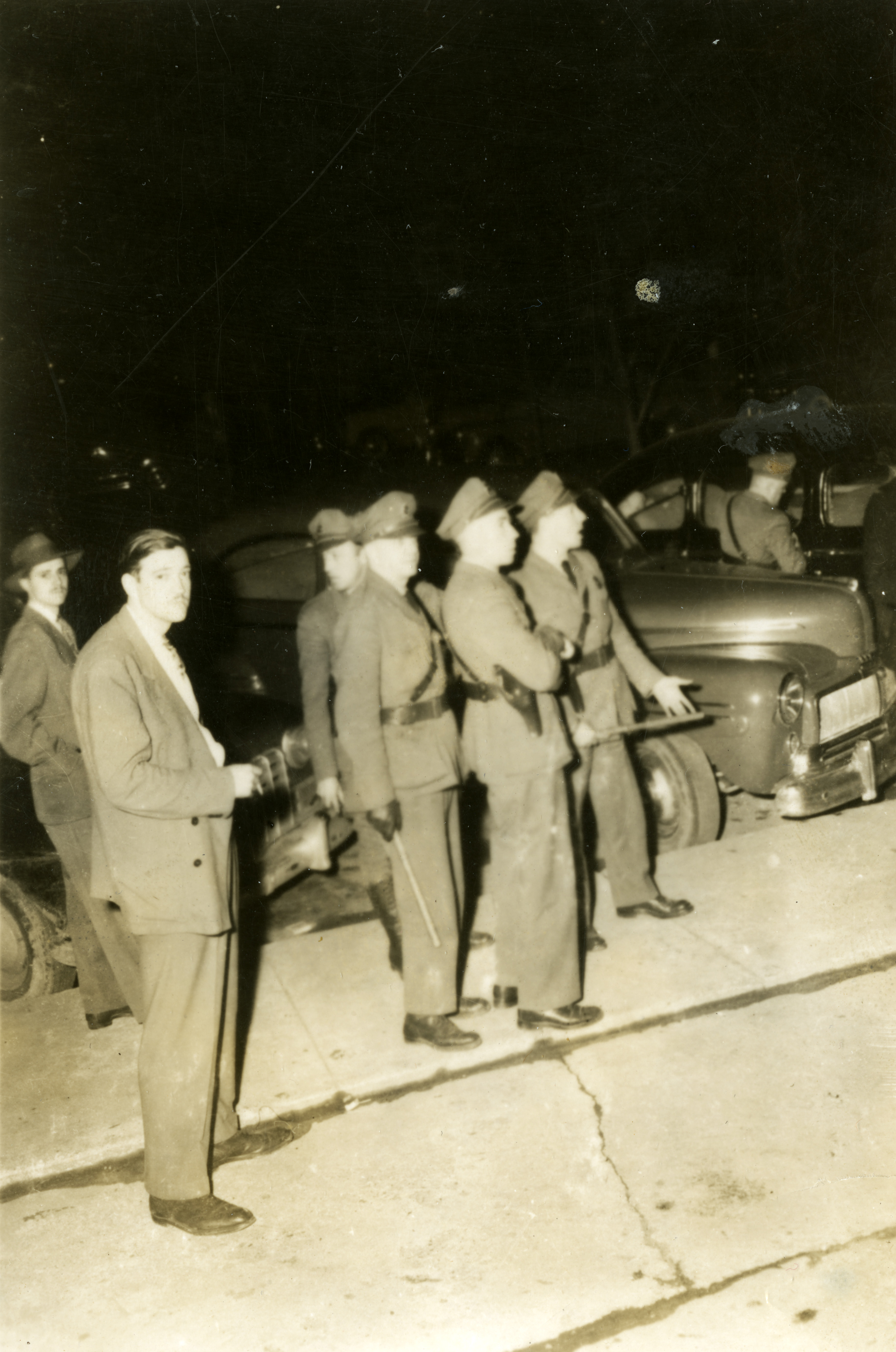
Des policiers intervenant lors de la grève de l'amiante en 1949.

Même si les élites incarnées par le gouvernement Duplessis, l'Église catholique et le grand capital étranger dominent la société québécoise, de plus en plus de citoyens et de groupes contestent cet ordre établi. En effet, les années d'après-guerre sont également marquées par des tensions sociales, dont plusieurs grèves ouvrières importantes, notamment : la grève de l'amiante de 1949, la grève de Louiseville de 1952 et la grève de Murdochville de 1957. Afin de préserver la paix sociale, le gouvernement réprime les grèves, les syndicats ainsi que tous les groupes soupçonnés de sympathies communistes.
Malgré la prospérité économique, un nombre croissant de travailleurs se sentent lésés. Le revenu moyen des Canadiens français est nettement inférieur à celui de tous les autres groupes ethniques à l'exception des Autochtones. Pour les plus instruits, même les diplômés universitaires, à compétences égales, les postes de cadres ne sont pas pour les ingénieurs, les gestionnaires ou les employés canadiens-français. Dans l'ensemble, les Canadiens français font l'objet d'une franche discrimination sur le marché du travail, ainsi que dans la fonction publique fédérale.
Des artistes et des intellectuels s'opposent aussi au gouvernement Duplessis. En 1948, quinze jeunes artistes publient le manifeste du Refus global, critiquant le conservatisme social du gouvernement et de l'Église. Ils dénoncent particulièrement l'emprise de l'Église sur la société québécoise et la tiennent responsable de ce qu'ils considèrent comme le retard culturel du Québec. Plusieurs prônent la séparation de l'Église et de l'État, afin que les institutions publiques ne soient plus confessionnelles et que la religion demeure limitée au domaine privé. Ils réclament aussi que l'État prenne en charge l'éducation et la santé, et que le système d'éducation soit complètement réformé afin de moderniser la société. Ces injustices persistantes sont aussi l'objet de débats au sein de la Faculté des sciences sociales de l'Université Laval, des articles du Devoir, des revues L'Action nationale et Cité libre, et dans les sociétés Saint-Jean-Baptiste.
Bien que tous ces contestataires soient conscientisés et politisés, ils sont également éparpillés en différents groupes et idéologies. Si certains mènent des combats similaires, d'autres s'opposent entre eux sur plusieurs questions (comme la place de la religion). En résumé, comme le résume l'historien Pierre B. Berthelot, « pour que leur volonté de changement se concrétise [dans ce contexte], il faudrait que l’Union nationale se retrouve en position de grande faiblesse, et que tous ces gens s’unissent derrière un même programme et une même bannière politique capable de prendre le pouvoir ».

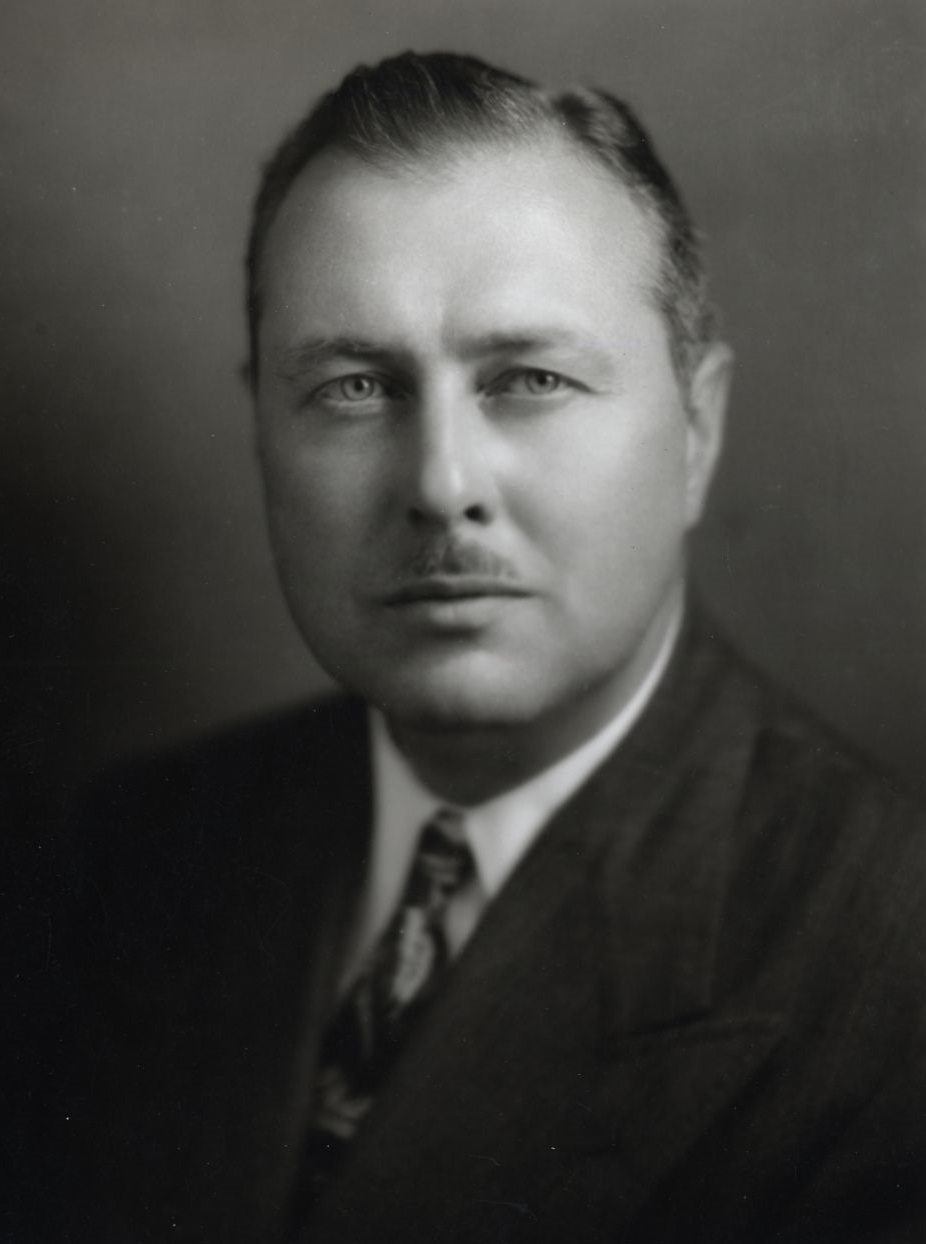
Paul Sauvé.

### Gouvernement de Paul Sauvé

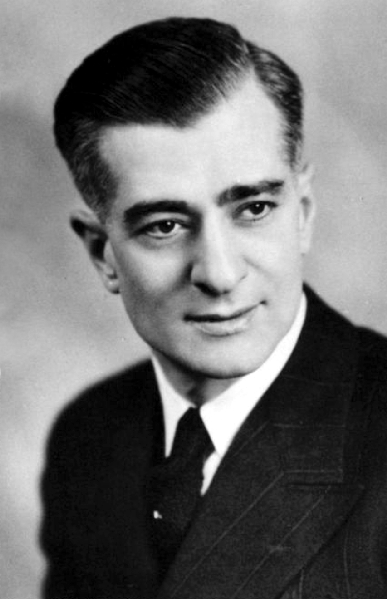
Antonio Barrette.

Maurice Duplessis meurt le 7 septembre 1959. Paul Sauvé le remplace et devient premier ministre du Québec. Le nouveau chef de l'Union nationale offre un style de leadership très différent de son prédécesseur. Tandis que Duplessis combattait ouvertement les syndicats et se montrait souvent autoritaire avec les journalistes, sans jamais renier la politique de son ancien chef, Sauvé fait preuve d'une ouverture nouvelle à leur égard. Afin de décrire ce nouveau style, les journalistes le résument en un mot : « Désormais… ».
En l'espace de quatre mois, le gouvernement Sauvé fait voter soixante-six nouvelles lois. Il prend également plusieurs mesures qui ont pour effet de moderniser le Québec. Ainsi, il s'entend avec Ottawa sur le financement des universités et annonce la construction de centrales hydroélectriques. Charismatique et populaire, Paul Sauvé jouit d'un large appui au sein de la population. Son nouveau style est bien accueilli, au point où à l'automne 1959, alors que des élections se préparent pour le printemps suivant, une majorité de gens préfère nettement Sauvé à Jean Lesage, chef du Parti libéral récemment élu en mai 1958. La réputation du Parti libéral au Québec était alors peu reluisante, perçu comme « une succursale de son grand frère d’Ottawa, sinon comme une sorte de club de riches et d’aristocrates hostiles au nationalisme québécois ». Un sondage mené à l'automne 1959 prédit alors une victoire éclatante pour l'Union nationale en 1960.
Toutefois, le destin s'acharne une fois de plus sur l'Union nationale. Le 2 janvier 1960, Paul Sauvé meurt subitement. Son successeur est le ministre du Travail, Antonio Barrette.

### Gouvernement Antonio Barrette
Expérimenté, proche du premier ministre fédéral John Diefenbaker, Barrette n’a toutefois pas le même ascendant que Sauvé. Ses priorités sont le financement des universités et l’assurance-hospitalisation. Il envisage aussi d'ouvrir une agence du Québec à Paris. Toutefois, afin de mener à bien ces changements et de doter d'une vraie légitimité politique, il convient avec ses collègues de tenir des élections au printemps.

### Élections de 1960
Les élections sont déclenchées le 27 avril 1960. Les deux principaux partis offrent deux images nettement contrastées.
L'Union nationale d'Antonio Barrette, commence sa campagne avec une image dominante. Sa campagne mise sur la continuité. Plutôt que de parler d'un programme de réformes comme celles qu'avait entamées Paul Sauvé, le chef dresse un bilan positif de son administration s'appuyant sur l'ampleur des réalisations passées depuis 1944. Toutefois, la campagne unioniste est minée par les difficultés. Donnant l'image d'un parti vieillissant et déphasé, usé par le pouvoir, le favoritisme et la corruption, l'Union nationale est également déchirée par des querelles internes entre les principaux organisateurs et le chef. Son slogan « Vers les sommets » est tourné en ridicule par ses adversaires, parlant de sommets de taxes, de scandales, etc.
De son côté, le Parti libéral mène une campagne axée sur le changement et le désir d'assainir la vie publique. Se présentant comme une « équipe du tonnerre » composée de candidats prestigieux (tels que le constitutionnaliste Paul Gérin-Lajoie et le journaliste vedette René Lévesque), le Parti libéral mise à la fois sur la nouveauté et sur la fierté. Cherchant à rompre avec son image de succursale d'Ottawa, le Parti libéral propose un programme accordant une large part à la question nationale et à la mise en place d'un État-providence. Il prévoit notamment la création d'un ministère des Affaires culturelles, d'un Office de la langue française, d'un Département du Canada français d'outre-frontière, ainsi que d'un ministère des Affaires fédérales-provinciales et d'un Tribunal constitutionnel. Son slogan « C’est l’temps qu’ça change » contribue également à démontrer son désir de nouveauté et de changement.
Au terme d'une chaude lutte, le 22 juin 1960, le Parti libéral est porté au pouvoir avec 51 sièges contre 43 pour l'Union nationale. Cette victoire est loin du raz-de-marée espéré. Comme l'explique l'historien Éric Bédard : « Avec ses 43 députés, l’Union nationale est toujours bien vivante, surtout dans les campagnes. Dans plusieurs circonscriptions, les luttes sont serrées : 34 candidats élus obtiennent une majorité inférieure à 5 %. Même s’il est l’une des vedettes de son parti, il s’en est fallu de peu pour que René Lévesque morde la poussière. Malgré cette modeste majorité, le discours de victoire de Jean Lesage est emphatique : "Nous voulons donner à la province de Québec une pensée nouvelle. Ce qui vient de se produire est plus qu’un changement de gouvernement, c’est un changement de la vie" ».

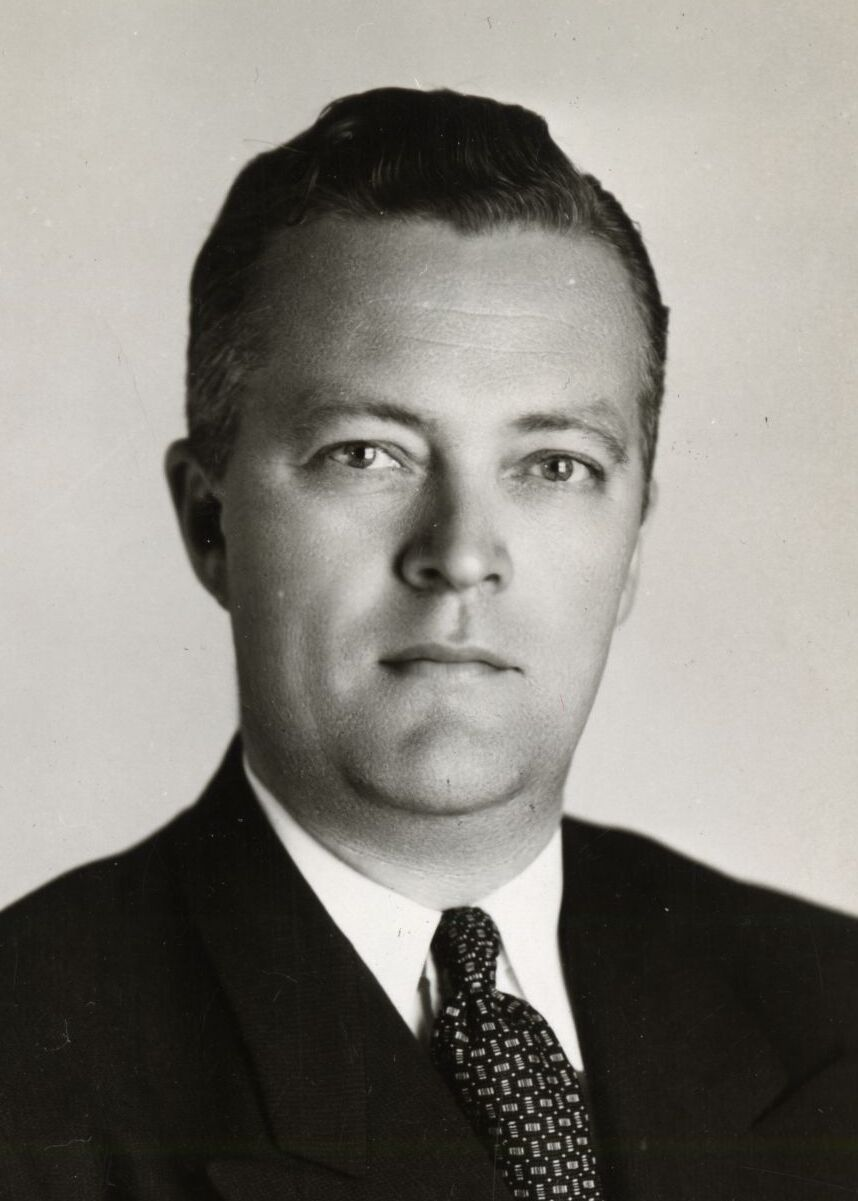
Jean Lesage.

## Maîtres chez nous (1960-1966)

### Premières réformes
L'arrivée au pouvoir des libéraux reflète l'émergence d'une nouvelle élite qui se distingue de l'élite traditionnelle, faite d'avocats, de médecins, de petits entrepreneurs et de membres du clergé. Elle est plus instruite, souvent formée dans des universités américaines et européennes, et constituée d'experts dans des domaines de pointe (économistes, ingénieurs, constitutionnalistes, spécialistes en administration et en sciences sociales). Elle conseille le premier ministre Lesage dans la modernisation des structures étatiques.
Cette nouvelle approche dirigiste vise à faire intervenir l'État dans le domaine administratif (réforme de la fonction publique, création de nouveaux ministères), dans le domaine économique et dans le domaine social (éducation, santé, sécurité sociale). Elle vise également à éliminer des pratiques arbitraires héritées de l'ancien gouvernement, notamment les octrois discrétionnaires et le trafic d’influence ». Suivant ce raisonnement, pour faire la lumière sur les pratiques abusives de l'Union nationale, une commission d'enquête est créée dès l'automne 1960 : la Commission Salvas. Des appels d'offres pour les contrats publics sont aussi mis en place, entre autres dans la construction, pour combattre la corruption et les dépenses injustifiées.
Cette approche amène également le gouvernement à intervenir dans des domaines traditionnellement réservés à l'Église catholique. En santé, il crée un régime d'assurance-hospitalisation, offrant une couverture universelle aux Québécois pour les frais d'hôpitaux. En éducation, il annonce la réorganisation complète du ministère du Bien-être social et de la Jeunesse (chapeautant les écoles et les centres de formation techniques) et crée une commission d'enquête sur l'état de l'enseignement au Québec : la Commission Parent.
Dans le domaine économique et industriel, rompant avec la tradition libérale classique des gouvernements précédents, le gouvernement Lesage cherche à transformer l'économie du Québec en en redonnant aux Québécois francophones le contrôle des entreprises faisant principalement des affaires chez eux. Dans ce but, le gouvernement met sur pied la Société générale de financement (SGF). Dans le domaine administratif, le gouvernement crée de nouveaux ministères : Richesses naturelles, Affaires culturelles et Affaires fédérales-provinciales. Ce dernier ministère annonce par le fait même pour le Québec un nouveau rôle plus actif à l'étranger. Ceci mènera à l'ouverture d'un bureau du Québec à Paris en 1961, puis d'un bureau à Londres en 1963.
En résumé, l'arrivée au pouvoir du Parti libéral de Jean Lesage marque un tournant majeur dans l'histoire du Québec, mettant fin à la domination de l'Église catholique et du capital anglo-américain sur les principales décisions concernant la société québécoise. Cette « politique de grandeur », partiellement inspirée par le président Charles de Gaulle, constitue en somme une réponse à l'appel lancé par Lionel Groulx dans les années 1930, de créer un État national pour les Québécois.

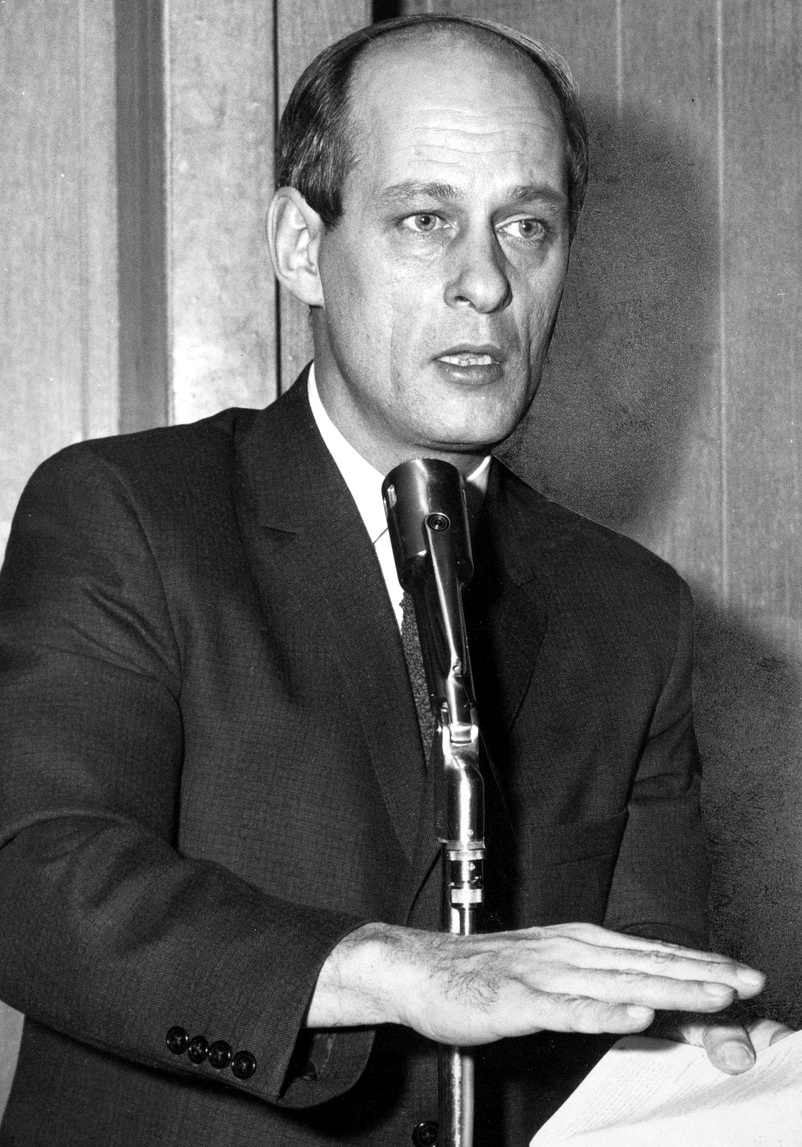
René Lévesque.

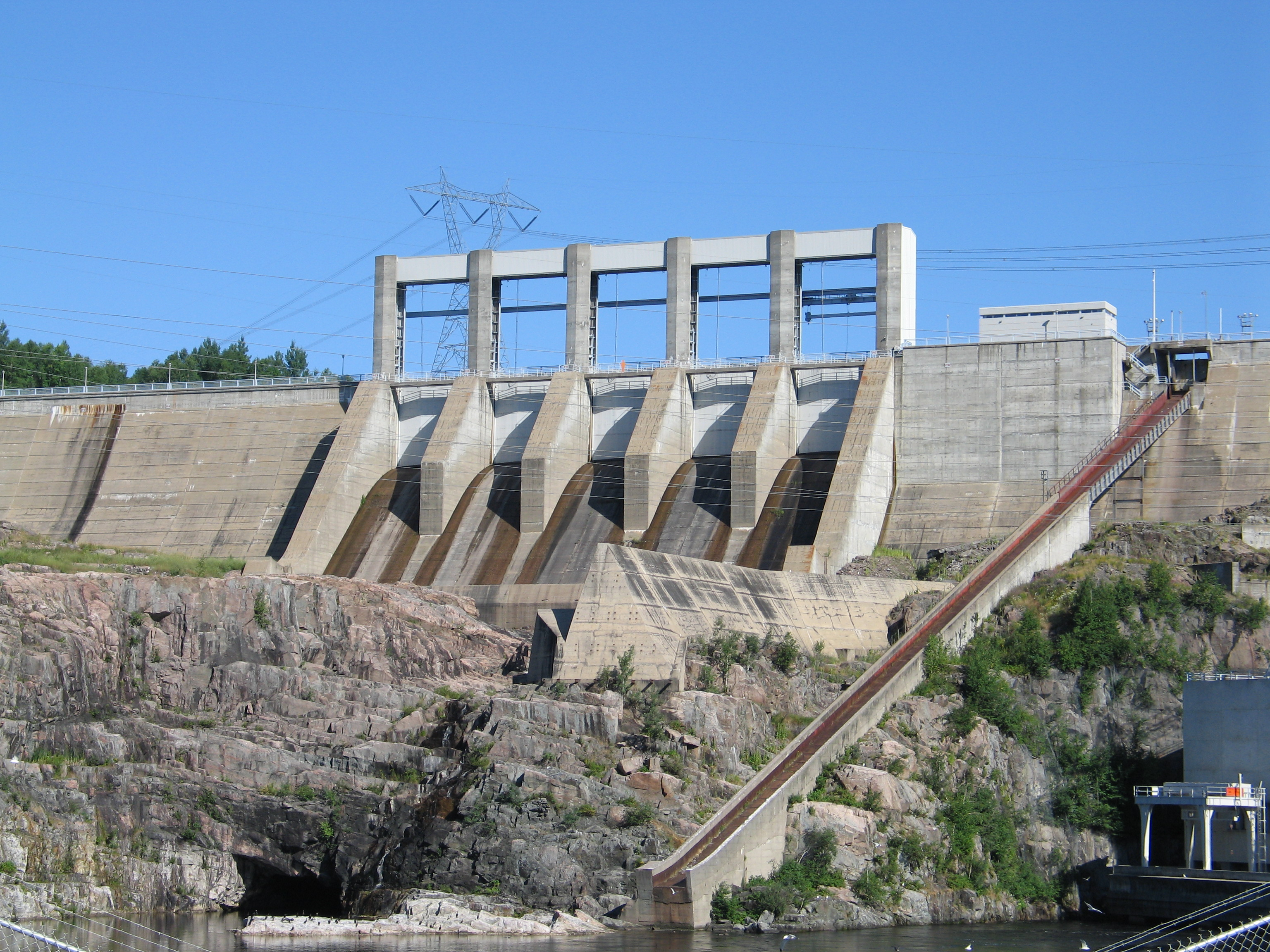
Centrale Manic-2, construite entre 1961 et 1965.

### Nationalisation de l'hydroélectricité
Jusqu'au début des années 1960, l'un des principaux symboles de la domination économique canadienne-anglaise au Québec est le monopole des grandes entreprises hydroélectriques. Dans la poursuite de son action « intensément réformiste et intensément nationaliste », le gouvernement Lesage décide de s'attaquer à ce monopole.
Appuyé par son ministre René Lévesque, Jean Lesage décide à l'automne 1962 de déclencher de nouvelles élections sur cette question : la nationalisation de l'hydroélectricité.

### Élections de 1962
Déclenchées de façon anticipée, les élections de 1962 sont présentées comme un bilan de l'action globale du gouvernement libéral : création de cinq nouveaux ministères, de la SGF, d’un plan d’assurance-hospitalisation et d’un régime d’allocation pour enfants au secondaire, et refonte du ministère de la Jeunesse en vue de créer un ministère de l’Éducation. Finalement, le projet de nationalisation est présenté par les libéraux comme le symbole d'un nationalisme de progrès que l’Union nationale et son chef ont retardé depuis tant d'années. Le Parti libéral mène sa campagne avec un slogan tiré d'une phrase de Lionel Groulx (« Maîtres chez nous »), inscrivant l'action des libéraux dans un mouvement de libération nationale. Pour Jean Lesage, le message est clair : « Un vote pour le Parti libéral sera un vote pour la nationalisation de l'électricité ».
De son côté, le chef de l'Union nationale Daniel Johnson s'oppose au projet de nationalisation. Prenant la défense de la liberté d'entreprise, il appelle à une étude plus approfondie de la question et invite les citoyens à revenir à une politique d'avant 1960. Fidèle à la philosophie de son prédécesseur Maurice Duplessis, il insiste sur le rôle supplétif de l'État, afin de ne pas imposer d'obstacles à l'initiative individuelle. Bien que l'Union nationale demeurait solidement ancrée dans toutes les régions du Québec malgré sa défaite en 1960, sur cette question, ses membres demeurent divisés. Jean-Jacques Bertrand, le chef de file des réformistes au sein des unionistes, prend la parole et contredit son propre chef en appuyant ouvertement le projet des libéraux. Dénonçant l'explosion des coûts engendrés par la politique de grandeur, l'Union nationale propose une « politique de bons sens », en proposant de fixer le salaire minimum à 1 $, de créer un régime de fonds de pension transportable (d'une province à l'autre) et d'exempter d'impôt le revenu des célibataires moins nantis. Ces mesures, toutefois, n'arrivent pas à effacer les divisions au sein des unionistes.
Au terme du scrutin, la majorité de la population renouvelle sa confiance au gouvernement Lesage. Le Parti libéral est réélu avec 62 sièges (avec 56,4 % des voix) tandis que l’Union nationale chute à 31 sièges (42,15 % des voix).

### Autres réformes
En 1964, le ministère de l'Éducation est créé. Ce domaine traditionnellement administré par l'Église catholique est désormais pris en charge par l'État. Dans le domaine industriel et économique, les réformes se poursuivent. L'année suivante, le gouvernement crée Sidbec, une entreprise de sidérurgie appelée à une vocation nationale. Une autre initiative importante est entreprise dans le domaine des mines avec la création de la Société québécoise d'exploration minière (SOQUEM) en 1965. Son but est d'explorer le potentiel minier du Québec pour diversifier ses exploitations.
Également en 1965, le gouvernement Lesage crée deux institutions qui redéfiniront la dynamique économique de l'État québécois : la Régie des rentes (RRQ) (caisse de retraite publique) et la Caisse de dépôt et placement (CDPQ) (fonds d'investissement pour les grands projets d'infrastructures publiques),.
Sur le plan constitutionnel, le gouvernement Lesage rompt également avec son prédécesseur, pratiquant une forme de nationalisme essentiellement défensif, mais passant rarement à l'action. Dans le but de mettre fin aux empiétements du gouvernement fédéral dans les domaines relevant des provinces, Lesage donne son appui à une réforme de la Constitution canadienne : la formule Fulton-Favreau. En résumé, cette réforme visait à élargir les pouvoirs des provinces, tout en garantissant que la Constitution ne pourrait être modifiée sans le consentement unanime des provinces et du fédéral. L'appui à cette formule visait d'abord à redonner une légitimité à son action politique, mais également à répondre à un nouveau mouvement indépendantiste qui gagnait en popularité et qui jugeait inutile toute réforme de la fédération canadienne. Malgré l'appui de Lesage, cette formule finit par être rejetée par l'ensemble des acteurs politiques de l'époque, le forçant à l'abandonner à son tour.

#### Droits des femmes
L'époque compte également plusieurs avancées importantes pour les droits des femmes au Québec. En 1964, la ministre (et première députée élue à l'Assemblée législative) Claire Kirkland-Casgrain présente le projet de loi sur la capacité juridique de la femme mariée. Jusqu'à cette époque, la femme mariée était considérée comme une mineure selon la loi. Elle ne pouvait donc signer de contrat, ni gérer ses propres finances sans la signature de son mari. L'adoption de cette loi contribue à donner une plus grande autonomie aux femmes québécoises *** (sourcer).

### Élections de 1966
Au printemps 1966, le gouvernement Lesage s'essouffle. Malgré l'ampleur et la popularité des réformes des libéraux, les attentes sont de plus en plus élevées envers l'État-providence. Hélas, la tournure des réformes engendre des conflits entre le premier ministre et des membres de son cabinet (en particulier René Lévesque et Georges-Émile Lapalme). Ces conflits éclatent au grand jour et minent l'image d'unité de « l'équipe du tonnerre ». Face à un parti divisé et à une partie de la population irritée par les conséquences des réformes en éducation (notamment la création des polyvalentes et leurs coûts), Jean Lesage se voit de plus en plus contesté par ses collègues. Afin de reprendre en main son leadership, il déclenche des élections au printemps 1966.
En face, l'Union nationale de Daniel Johnson présente une nouvelle image. Ayant marqué une rupture avec le passé duplessiste, l'Union nationale se présente avec un programme comprenant plusieurs réformes. On propose notamment de rapatrier au Québec l'entièreté des impôts sur le revenu et les corporations, ainsi que toute la sécurité sociale. On propose également d'étendre les pouvoirs du Québec en matière d'immigration, de loisirs, de créer un réseau de télévision québécois et d'adopter une charte des droits de l'homme.
Un troisième parti prend également part à cette campagne : le Rassemblement pour l'indépendance nationale (RIN). Fondé en 1960, le RIN est devenu un parti politique en 1963. Dirigé par Pierre Bourgault, le parti se réclame d'un nationalisme québécois de gauche rejetant la religion catholique et les traditions conservatrices associées à la culture de leurs aînés. Le RIN rallie une portion importante de la jeunesse et inscrit sa lutte pour l'indépendance du Québec dans le sillon d'anciennes colonies ayant également lutté pour la leur, notamment l'Algérie.
À la surprise générale, le 5 juin 1966, malgré un nombre de voix inférieur au Parti libéral (47 % des voix), l'Union nationale (41 % des voix) est portée au pouvoir avec 56 sièges contre 50.

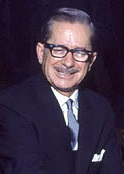
Daniel Johnson.

## Égalité ou indépendance (1966-1970)

### Poursuite des réformes
Au lendemain de la victoire de l'Union nationale, la méfiance règne chez les observateurs de l'époque. Redoutant un retour à la politique d'avant 1960, ceux-ci s'interrogent à savoir si la Révolution tranquille est terminée. Déjouant leurs craintes, le premier geste que pose Daniel Johnson est de conserver tous les conseillers et hauts fonctionnaires embauchés sous Jean Lesage. En refusant de s'adonner au favoritisme d'autrefois, il entend montrer que le temps de Duplessis est bien révolu.
Dans l'administration, de nouveaux ministères sont créés afin de poursuivre la réforme de l'administration publique : Institutions financières, Fonction publique, Affaires intergouvernementales. Ce dernier ministère en particulier chapeautera non seulement les relations avec le gouvernement fédéral et les provinces, mais aussi les relations avec les pays étrangers.
En éducation, Johnson crée également la surprise. Au lieu de démanteler le ministère de l'Éducation et les autres structures mises en place par le Parti libéral, l'Union nationale annonce que les réformes se poursuivent. Suivant les recommandations du rapport de la commission Parent, les collèges classiques sont éliminés afin de faire place à un nouveau réseau de collèges : les cégeps. Ces collèges offrent des formations générales menant à l'université, ainsi que des formations professionnelles menant à des emplois. Le gouvernement crée également un programme de prêts et bourses afin d'aider financièrement les étudiants voulant poursuivre leur formation. Il s'inspire également d'un modèle d'université californien pour créer une nouvelle université de langue française à Montréal : l'Université du Québec, aujourd'hui connue sous le nom d'Université du Québec à Montréal (UQAM). Cette première institution inaugurera le réseau d'enseignement de l'Université du Québec. Cette action dans le domaine éducatif et culturel est couronnée, finalement, par l'inauguration du premier poste de télévision national québécois : Radio-Québec.
En santé, l'Union nationale avait promis durant les élections de mettre sur pied un système d'assurance-santé québécois. Suivant cette promesse, le gouvernement crée une commission d'enquête chargée d'étudier la question d'un système de santé gratuit et universel offrant des soins santé à tous les Québécois.
Dans le domaine économique, un Office de planification du Québec est également mis sur pied afin de coordonner les recherches du gouvernement avec les plans d'aménagement et de développement des régions. Dans le domaine industriel, l’intervention de l'État se poursuit dans le même esprit que celui des prédécesseurs avec la prospection pétrolière par Hydro-Québec. Cette prospection mène à la création de la Société québécoise d'initiatives pétrolières (SOQUIP), formée d'après le même modèle que la SOQUEM dans le domaine minier, mise sur pied par le gouvernement Lesage en 1965.

#### Ouverture du métro de Montréal
À Montréal, les travaux se poursuivent sous l'impulsion de l'administration du maire Jean Drapeau. En octobre 1966, un nouveau système de transport en commun est inauguré : le métro de Montréal. Ce projet proposé depuis des décennies se concrétise enfin, à quelques mois de l'ouverture de l'Exposition universelle.

#### Diplomatie franco-québécoise
En 1965, le gouvernement du Québec s'était doté en 1965 de sa première politique officielle en relations internationales. Conçue par le ministre libéral Paul Gérin-Lajoie, cette doctrine visait le prolongement externe des compétences internes du Québec, hors de ses frontières. Appuyée par Jean Lesage, cette doctrine a été reprise et poussée à un autre niveau sous Daniel Johnson.
En effet, durant son mandat, le premier ministre Johnson développe une relation privilégiée avec le président de la France Charles de Gaulle. Le fruit de leurs relations mène en juillet 1967 à la visite du général de Gaulle au Québec, dans le cadre de l'Exposition universelle de Montréal. Cette visite, qui devait être officiellement une visite du président de la France au Canada, se transforme en événement historique. Arrivé au Québec, le général de Gaulle fait le trajet jusqu'à Montréal. Il y prononce un discours qui passera à l'histoire, dans lequel il déclare : « Vive le Québec libre ! ».

### Montée du mouvement indépendantiste
Durant la Révolution tranquille, la montée du nationalisme au Québec ébranle beaucoup de certitudes. Alors que le nationalisme canadien-français traditionnel visait essentiellement à défendre l'autonomie du Québec pour conserver sa langue et ses coutumes au sein du Canada, le néonationalisme qui avait accompagné la prise du pouvoir des libéraux de Jean Lesage faisait passer ce nationalisme dans une posture offensive. Désormais, le nationalisme se matérialisait dans des gestes concrets, de manière que les Québécois francophones soient maîtres de leurs décisions collectives.
Pour Jean Lesage, la Constitution de 1867 ne permettait plus au Québec de s'épanouir au sein du Canada. Celle-ci devait être amendée de manière à reconnaître le Québec en tant que nation et à lui accorder des pouvoirs spéciaux pour garantir son autonomie et son développement (avec la formule Fulton-Favreau). Cette volonté avait trouvé un écho du côté fédéral, avec la mise sur pied en 1962 d'une commission d'enquête par le gouvernement de Lester B. Pearson : la commission Laurendeau-Dunton. Celle-ci était chargée de rendre compte de la réalité des deux peuples fondateurs du Canada et d'ainsi apporter des changements aux institutions de la fédération.
De son côté, le premier ministre Daniel Johnson pousse la démarche nationaliste à un autre niveau. Croyant aussi que la Constitution de 1867 était devenue périmée et trop contraignante, Johnson réclame une nouvelle Constitution qui reconnaîtrait l'égalité complète entre le Québec et le Canada. Si cette égalité n'était pas acceptée par le Canada anglais, Johnson acceptait alors de tout mettre en œuvre pour que le Québec puisse poursuivre sa destinée dans l'indépendance.
Cette logique rejoignait les positions de groupes qui optaient déjà pour cette solution, depuis le début de la décennie. Fondé en 1960, le Rassemblement pour l'indépendance nationale (RIN) de Pierre Bourgault inscrivait la lutte pour la libération du Québec dans un mouvement international de décolonisation et de lutte anticapitaliste. Un autre groupe, le Front de libération du Québec (FLQ), prônait quant à lui l'action directe et révolutionnaire pour accéder à l'indépendance.

#### Congrès libéral de 1967
L'attrait grandissant du mouvement indépendantiste (en particulier auprès de la jeunesse) finit par influencer les principaux partis politiques. À l'automne 1967, lors du congrès du Parti libéral, René Lévesque propose à ses collègues un nouveau projet : la souveraineté-association. Son but est de faire du Québec un État indépendant, mais de conserver une association économique avec le reste du Canada. Au terme d'un débat houleux, ce projet est rejeté par les libéraux. René Lévesque décide alors de quitter le Parti libéral et de fonder son propre mouvement, le Mouvement Souveraineté-Association (MSA).
Tandis qu'une nouvelle génération d'hommes politiques arrive à Ottawa (tels que Gérard Pelletier, Jean Marchand et Pierre Elliott Trudeau) pour faire barrage à ce nationalisme québécois, la voie de l'égalité recherchée par les nationalistes traditionnels se voit de plus en plus compromise. En octobre 1968, le MSA fusionne avec le Ralliement national (dirigé par Gilles Grégoire, ancien député créditiste) pour fonder le Parti québécois, un nouveau parti dont la principale raison d'être est de faire l'indépendance du Québec. Dès lors, les forces politiques en présence au Québec commencent à se réaligner peu à peu selon un nouvel axe, entre le fédéralisme et l'indépendantisme.

### Mort de Daniel Johnson

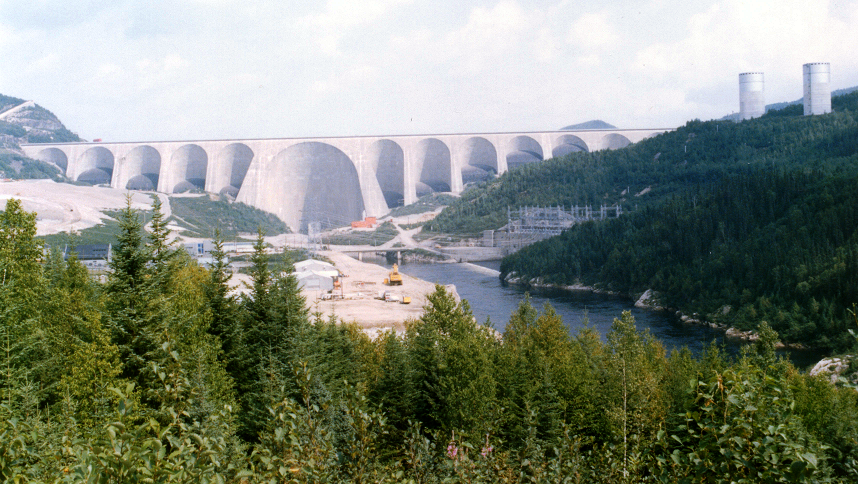
Le barrage Manic-5.

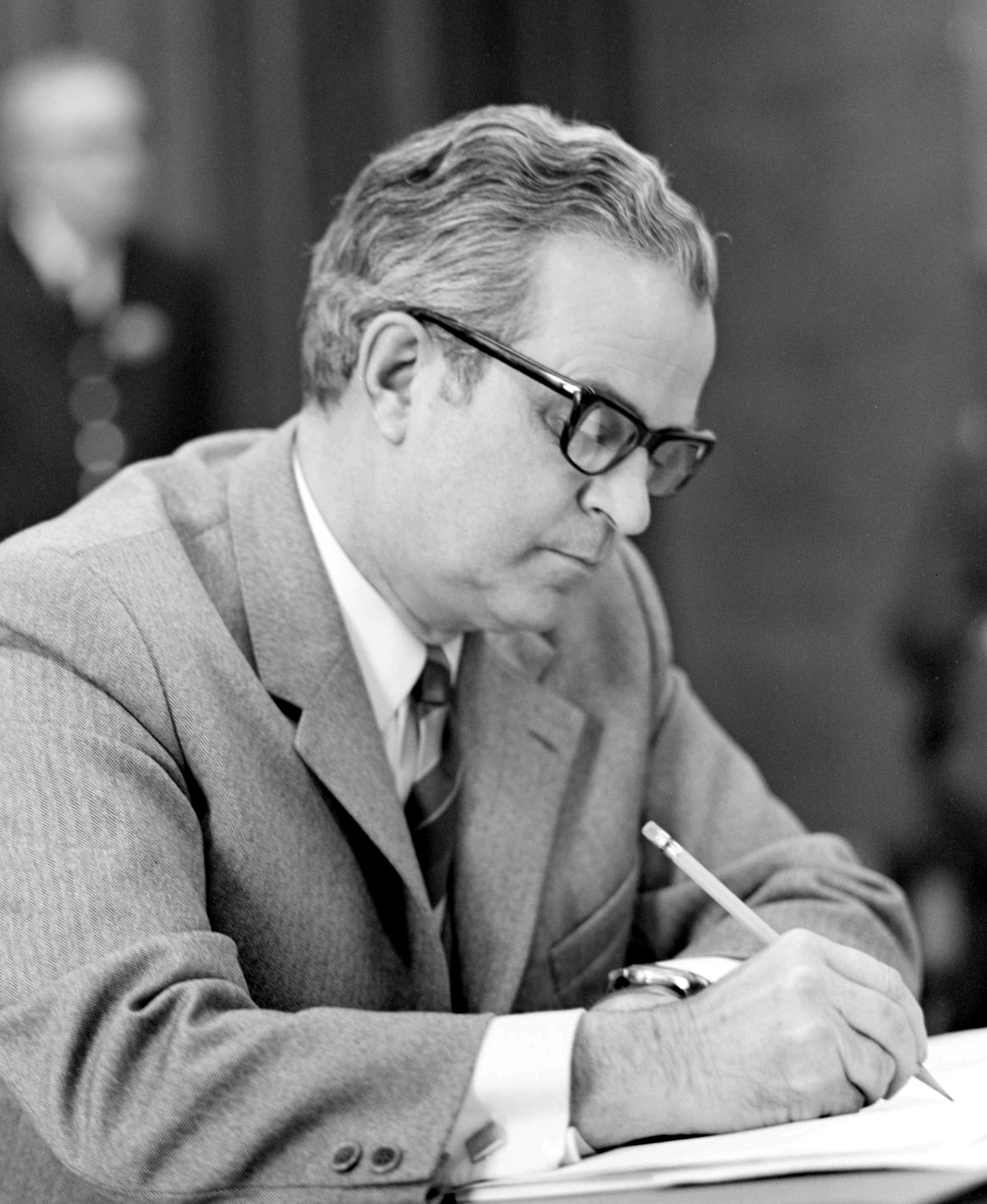
Jean-Jacques Bertrand.

Le 25 septembre 1968, le premier ministre Daniel Johnson se rend sur la Côte-Nord pour inaugurer le barrage Manic-5, dont il avait lancé les travaux une dizaine d'années auparavant. L'inauguration n'aura jamais lieu. Le premier ministre meurt subitement dans la nuit du 25 au 26 septembre. Son successeur est le ministre de la Justice, Jean-Jacques Bertrand.

### Gouvernement Jean-Jacques Bertrand
Sous Jean-Jacques Bertrand, les tensions sociales explosent. Une crise linguistique à Saint-Léonard force le gouvernement à prendre position sur le statut du français au Québec. Tenant mordicus à la liberté de choix de la langue d'enseignement, Jean-Jacques Bertrand décide de présenter une loi accordant les mêmes droits au français et à l'anglais.
Cette décision soulève l'indignation chez les Québécois. Tandis qu'un mouvement de grève s'organise dans les cégeps à l'automne 1968, en mars 1969, des étudiants tentent de transformer l'Université McGill en université de langue française. À l'automne 1969, le gouvernement Bertrand présente la Loi pour promouvoir la langue française au Québec (surnommée « bill 63 »). Cette loi controversée étend le problème de Saint-Léonard à l'entièreté du Québec en rendant la fréquentation scolaire en français facultative pour tous les nouveaux arrivants. L'opinion publique se retourne alors massivement contre le gouvernement.

### Élections de 1970
En mars 1970, Jean-Jacques Bertrand déclenche des élections. Au scrutin du 29 avril 1970, le Parti libéral de Robert Bourassa est élu avec 72 députés (45,4 % des voix). Le Parti québécois de René Lévesque émerge lors de cette campagne, éclipsant l'Union nationale, déchirée entre ses militants nationalistes et ses militants plus conservateurs.

## Fin de la Révolution tranquille?
S'il existe un consensus sur la date du début de la Révolution tranquille, les élections du 22 juin 1960, il n'y en a pas vraiment en revanche sur la date de sa fin.
Pour les historiens Martin Pâquet et Stéphane Savard, elle se terminerait sous le gouvernement de René Lévesque, au moment de l'adoption de la loi 111, le 17 février 1983. Cette loi forçant le retour au travail des enseignants alors en grève suivait l'adoption de deux autres lois (70 et 105) en décembre 1982, qui imposaient à la fonction publique une série de gel de salaires. Ces lois dues aux contraintes de la récession du début des années 1980 aurait provoqué une rupture durable dans le consensus entourant l'État-providence au Québec. Selon eux, cette rupture entre les responsabilités de l'État et les espoirs des militants de la société civile marquerait la fin de la Révolution tranquille.
Selon d'autres[Qui ?], qui conçoivent davantage la Révolution tranquille sous la perspective de la question nationale, la Révolution tranquille se termine en 1995, après l'échec du second référendum sur l'indépendance du Québec[réf. nécessaire].

## Postérité

### Interprétations
La Révolution tranquille a fait l'objet de nombreux débats. Son opposition à une série de structures, de conceptions et de pratiques héritées au fil du temps ont fini par créer un mythe tenace dans l'interprétation de l'histoire entre un avant et un après que seraient la « Grande Noirceur » et la « Révolution tranquille ». Cette lecture a marqué durablement les regards sur l'histoire du Québec, en particulier sur l'histoire d'avant 1960. Cette interprétation est aujourd'hui largement remise en question,.

#### L'historiographie et le mythe de la modernité québécoise
Un aspect de cette remise en question survient quant au mythe de la modernité québécoise. Il s'agit d'une manière de faire état de l'historiographie sur la période historique de la Révolution tranquille. Dans l'analyse des travaux sur la période, on constate la mise de l'avant d'un Québec subissant des changements profonds faisant soit « rupture » ou « continuité » avec le passé.
Le premier concept fait référence à la période comme un rattrapage du Québec, selon une perspective qui avait entamé un retard de modernisation en comparatif au reste de l'Amérique du Nord.
Le second concept voudrait qu'il y ait eu une certaine continuité de la modernisation des structures sociales et économiques, réfutant l'idée de rupture événementielle. Tel qu'expliqué par le sociologue Fernand Dumont, ce phénomène au sein de la doctrine historique permet d'identifier ces deux courants de pensée. Elles présentent deux portraits différents, liant ou réfutant l'appartenance de l'identité québécoise au passé franco-canadien.